# Kiichi Yajima
Kiichi Yajima (jap. 矢島 輝一, Yajima Kiichi; * 6. April 1995 in Hachiōji, Präfektur Tokio) ist ein japanischer Fußballspieler.

## Karriere
Kiichi Yajima erlernte das Fußballspielen in der Jugendmannschaft des FC Tokyo sowie in der Universitätsmannschaft der Chūō-Universität. Von März 2016 bis Januar 2017 wurde er von der Chūō-Universität an seinen Jugendverein FC Tokyo ausgeliehen. 2018 wurde er von dem Erstligisten, der in der Präfektur Tokio beheimatet ist, unter Vertrag genommen. Die erste Mannschaft spielte in der ersten Liga des Landes, der J1 League. Die U23-Mannschaft spielte in der dritten Liga, der J3 League. 2019 wurde er mit dem Verein Vizemeister. Im Finale um den J.League Cup 2020 besiegte Tokyo am 4. Januar 2021 Kashiwa Reysol mit 2:1. Für Tokyo spielte er 17-mal in der ersten Liga und 34-mal in der dritten Liga. Im Januar 2021 unterschrieb er einen Vertrag beim Zweitligisten Ōmiya Ardija. Am Ende der Saison 2023 belegte er mit Ōmiya Ardija den vorletzten Tabellenplatz und musste somit in die dritte Liga absteigen. Nach dem Abstieg verließ er den Verein und schloss sich im Januar 2024 dem Drittligisten Fukushima United FC an.

## Erfolge
FC Tokyo
- Japanischer Vizemeister: 2019
- Japanischer Ligapokalsieger: 2020